# Federazione di baseball e softball della Svezia
La Federazione svedese di baseball e softball (swe. Svenska Baseboll- och Softbollförbundet) è un'organizzazione fondata nel 1956 per governare la pratica del baseball e del softball in Svezia.
Organizza il campionato maschile e di softball femminile, e pone sotto la propria egida la nazionale maschile e di softball femminile.